# Charlotte av Hessen-Kassel
Charlotte av Hessen-Kassel, född 20 november 1627 i Kassel, död 26 mars 1686 i Heidelberg, var kurfurstinna av Pfalz, gift med sin kusin Karl Ludvig I av Pfalz 22 februari 1650 i Heidelberg.

## Biografi
Charlotte var dotter till lantgreve Wilhelm V av Hessen-Kassel och Amalie Elisabeth av Hanau-Münzenberg. Äktenskapet var först mycket passionerat från makens sida, fyllt med svartsjuka och temperamentsutbrott. Charlotte beskrivs som självcentrerad och temperamentsfull: det sades att hon bara kunde tala om sig själv. Hon var intresserad av ridning och spel, något som maken inte godkände. Konflikter utbröt med maken då han inte tog med henne till riksdagen i Prag, samt då han gjorde henne gravid så hon inte kunde bära sin franska klänning vid den österrikiska kröningen. Hon kom i konflikt med sin svägerska Sofia av Pfalz då hon medgav att hon hade tvingats gifta sig, och att hon hade föredragit en annan partner.
År 1654 blev hennes svåger Rupert förälskad i hennes hovfröken Marie Luise von Degenfeld. Charlotte lät Luise sova i hennes rum som skydd. En natt vaknade dock Charlotte och fann maken i säng med Luise. Charlotte attackerade Luise, och maken kallade in vakter för att hålla tillbaka Charlotte. Nästa dag installerade maken Luise som sin mätress med en trappa mellan sitt och hennes rum. Charlotte fick förhindras från att ta sig upp genom den hemliga trappan med en kniv.
Efter detta hölls Charlotte isolerad i sin våning. Hon ska ha misshandlat sin personal som, om de upptäcktes spionera för hennes räkning, avskedades av maken, och hon mottog allmänt medlidande. År 1658, efter hennes svägerskas bröllop, lade maken fram dokument där han förklarade sig skild från Charlotte och gift med Degenfeld, som med sina barn fick grevlig rang. Skilsmässans legitimiet blev dock ifrågasatt. Hon levde sedan tillbakadraget fram till att hennes son blev monark 1680. Vid hennes begravning anmärkte svägerskan att det var första tillfället som Charlotte hade blivit påklädd utan att misshandla någon.